# Domina Eberle Spencer
 Domina Eberle Spencer (* 26. September 1920; † 26. Mai 2022) war eine US-amerikanische Mathematikerin und Hochschullehrerin. Sie war Professorin an der University of Connecticut.

## Leben und Werk
Spencer kam als Highschool-Schülerin in einem Sommerprogramm an das MIT, wo sie 1939 ihren Bachelor-Abschluss in Physik und 1940 den Master of Science in Mathematik erhielt. Zu einer Zeit, in der nur wenige Frauen in Mathematik-Promotionsprogramme aufgenommen wurden, promovierte  sie dort 1942 in Mathematik bei Dirk Struik mit der Dissertation über ein Werk von Eduard Study: A Tensor Interpretation of Study's "Geometrie der Dynamen".
Anschließend war sie bis 1943 Assistenzprofessorin für Physik an der American University in Washington, D.C., dann bis 1947 am Tufts College in Medford (Massachusetts) und bis 1950 an der Brown University Providence. 1950 wurde sie außerordentliche Professorin für Mathematik an der University of Connecticut, wo sie 1960 Professorin für Mathematik wurde.
Spencer heiratete 1961 den Elektroingenieur und Assistenten von Vannevar Bush, Parry Moon, der bei einem Experiment in Bushs Labor schwere Verletzungen erlitten und 70 % seines Augenlichts verloren hatte. Zusammen mit Moon verfasste sie über 200 Artikel, viele davon zum Thema Elektromagnetismus. Sie schrieben in den 1960er Jahren mehrere Lehrbücher, darunter ihre Field Theory Handbooks und Theory of Holors: A Generalization of Tensors. Sie prägten den Begriff Holor, um eine mathematische Einheit zu beschreiben, die aus einer oder mehreren unabhängigen Größen besteht und komplexe Zahlen, Skalare, Vektoren, Matrizen, Tensoren, Quaternionen und andere Hyperzahlen umfasst.
Nach Moons Tod im Jahr 1988 wurde Spencer aktiv in der sogenannten „alternativen Physik“. Sie war 1993 Mitbegründerin der Natural Philosophy Alliance (NPA) und war deren Präsidentin, nachdem sie über 50 Vorträge auf den jährlichen Treffen gehalten hatte. Im Alter von 88 Jahren entwickelt Spencer ihre „Neue Gaußsche Elektrodynamik“, die die Verwendung von Einsteins Relativitätstheorie umgehen will. Insgesamt hat sie über 300 Fachartikel verfasst.
Spencer starb im Alter von 101 Jahren.

## Veröffentlichungen (Auswahl)
- mit Parry Moon: Field Theory Handbook: Including Coordinate Systems, Differential Equations and Their Solutions. Springer Berlin Heidelberg, 1988, ISBN 978-3-540-18430-0.
- mit Parry Moon: Theory of Holors: A Generalization of Tensors. Cambridge University Press, 1986, ISBN 978-0-521-24585-2.
- mit Parry Moon: The Photoc Field. London & Cambridge: MIT Press 1981, ISBN 978-0-262-13166-7.
- mit Parry Moon: Foundations of Electrodynamics. Dover Publications, 2013, ISBN 978-0-486-49703-7.
- mit Uma Y. Shama: Stellar aberration and the postulates on the velocity of light. Physics Essays 9, 1996, S. 476.
- mit U.Y. Shama, T. Mascardo: The holor representation of polarization. I.E.S. Trans. 23, 1994, S. 12.
- mit D. Moon, A.S. Mirchandaney, Uma Y. Shama, P.J. Mann: The force between current elements. Physics Essay 7, 1994, S. 7.
- mit D. Moon, A.S. Mirchandaney, Uma Y. Shama, P.J. Mann: The electrodynamics of Gauss, Neumann, and Hertz. Physics Essays 7, 1994, S. 28.
- mit U.Y. Shama: Transformation equations in accelerated coordinate systems, Physics Essays 6, 1993, S. 368.